# Gilbert Bruys de Charly
Pour les articles homonymes, voir Bruys (homonymie) et Charly.
Gilbert Bruys de Charly (15 septembre 1744 - Mazille (Saône-et-Loire) ✝ 6 août 1827 - Mazille), est un homme politique français de la Révolution française et du Premier Empire.

## Biographie
Gilbert Bruys était un des vingt-et-un enfants du fermier général de l'abbaye de Cluny à Mazille, et avait été, avant la Révolution, licencié ès lois de l'Université de Dijon (1777), avocat au Parlement de Bourgogne, employé à la régie des chemins du Mâconnais, contrôleur et receveur général des domaines du roi à Boulogne-sur-Mer.
Il passa dans la retraite la période révolutionnaire, fut nommé, le 1er juin 1800, conseiller général du canton de Mazille, et président du conseil général de Saône-et-Loire de 1803 à 1810.
Le 9 août 1810, il fut choisi par le Sénat conservateur pour représenter la Saône-et-Loire au Corps législatif. Il soutint avec zèle la politique impériale, et reçut de Napoléon Ier, le 11 décembre 1813, le titre de Chevalier Bruys de Charly et de l'Empire (lettres patentes, la croix de l'Ordre de la Réunion (1813), et le grade d'officier de la Légion d'honneur (1814).
Bruys de Charly présida la députation des 25 membres de la Chambre qui vinrent, le 29 avril 1814, au-devant de Louis XVIII, à Compiègne, pour le féliciter de son retour : c'est à cette occasion que le roi constitutionnel lui dit : « Vos sentiments me sont d'autant plus précieux que j'y vois le gage d'une union parfaite entre moi et les représentants de la nation ».
L'année suivante, le roi confirma les lettres d'anoblissement que l'empereur avait accordées à Bruys de Charly, qui vécut, depuis cette époque, en dehors de la politique.

### Vie familiale
Gilbert Bruys de Charly eut deux filles :
- Marie Eulalie (°Guînes 1775)
- Antoinette Suzanne Elisabeth (°Guînes 1774)

Cette dernière épousa son oncle Philibert Bruy des Gardes, frère de Gilbert (°Mazille 1750) dont elle eut un fils :
- Emilien Gilbert Philibert Bruys des Gardes (1793 ✝ 18 octobre 1865 - Cluny (Saône-et-Loire), inhumé au cimetière de Mazille), Conseiller honoraire en la cour de Dijon, ancien maire de Mazille, marié avec Jeanne Henriette Rosalie Edmée (✝ 1868 - Saint-Étienne), fille de André Pierre Étienne Abrial et petite-fille de Jean-Baptiste Treilhard. Ensemble, ils eurent :
  - Philibert Emilien (1830 - Douai ✝ 27 mars 1851 - Dijon) ;
  - Henri Achille (1834 ✝ 1er décembre 1908 - Charly (Cher)), Garde général des forêts de la couronne (1867), marié, en 1867 (Arras), avec Marguerite Paillard de Saint-Aiglan, fille de Alphonse Paillard[1], dont :
    - Une fille, mariée à Pierre Camus de La Guibourgère (1856 ✝ 1927) ;
    - Une seconde fille, marié à M. de La Moussaye ;

  - Edmée Henriette (11 juin 1837 ✝ 26 octobre 1909 - Lourdes); mariée à Auguste Anatole Rondel, directeur de la Banque de France de Saint-Étienne.

## Fonctions
- Avocat au Parlement de Bourgogne ;
- Employé à la régie des chemins du Mâconnais ;
- Contrôleur et receveur général des domaines du roi à Boulogne-sur-Mer ;
- Conseiller général du canton de Mazille (1er juin 1800) ;
- Président du conseil général de Saône-et-Loire (1803-1810) ;
- Député de Saône-et-Loire au Corps législatif (9 août 1810 - 1814).

## Titres
- Chevalier Bruys de Charly et de l'Empire (lettres patentes du 11 décembre 1813, confirmé par Louis XVIII en 1815).

## Distinctions
- Légion d'honneur :
  - Officier de la Légion d'honneur (1814) ;
- Ordre de la Réunion :
  - Chevalier de l'Ordre de la Réunion (1813).

## Règlement d'armoiries
« D'argent au chevron d'azur chargé au sommet du signe distinctif des chevaliers de l'Ordre impérial de la Réunion, qui est une étoile à douze rais d'or. »